# Герб на Монако
Княжески герб на Монако е гербът на принц Албер II като владетел на държавата. Щитът е разделен ромбовидно на червено и сребърно. Щитодръжци са двама калугери, с които се намеква за завладяването на Монако през 1297, когато Франсоа Грималди навлиза в града с войници, преоблечени като монаси със скрити под дрехите си мечове.
Яката, заобикаляща щита, представлява Ордена на Свети Карл.